# 政治實體 (臺灣)
政治實體（英語：Political entity），又譯政治真實（political reality），是台灣政治界所使用的一个术语，自李登辉政府提出“一個中國，兩個政治實體”主张后被广泛使用。该术语的概念与“政权”或“当局”（Authorities）相近，中国大陆则称其为“政权机构”。
政治實體是一個模糊的用語，為在一個特定領土中運作的政府（Government）、政权（regime），政治組織（Political organisation）或是國家。政治實體也約略相當於是在一群有政治認同及政治組織的人民，在法律上如同一個單一實體運作的人民群體（political entity）。政治實體在其領土範圍內擁有事實上的治權（State power）與主權，如同一個主權國家（Sovereign State）在運作，這個用語的提出是為了模糊國家主權的爭議，避免談到中華民國與中華人民共和國是不是主權國家。

## 理论
台湾方面的观点认为，“政治实体”就是一个国家的本质。依据《蒙特維多國家權利義務公約》第一條：「作為一個國際法所承認之國家應具備以下資格：⑴ 常住人口；⑵ 界定的領土；⑶ 政府；⑷ 與其他國家建立關係的能力。」，「政權」是國家基本屬性，是具有實質力量、治理能力，反之沒有這些能力的政權，则没有作为一个真正意义上的国家的资格。而中華民國在現今的台灣已成為穩固化之政治實體。
如果完全依凭现实考量，“政治实体”的概念比“国家”更加实际，因为“国家”称谓带有一种外交承认的色彩：当一国不对另一个实体给予承认时，常常会以“某政权”或“某当局”进行称呼，例如中华人民共和国对1949年之后的中华民国政权普遍称呼为“台湾当局”，不承认某个政体为“国家”仅是一种外交态度的表达，而不代表某实体不存在；反之，有些被普遍承认的国家反不具备成为国家的条件，如1990年代处于无政府状态的阿富汗和索马里。政治实体和国际关系学的联系较少，与“国家”还是有不同之处的，也可以用来形容一个“政府”，如曾被同盟国承认的波蘭流亡政府。作为“事实当局”，也被联合国机构用来称呼目前在阿富汗执政但不被承认的的塔利班政府。